# گنگچیوکی
گنگچیوکی (به لاتین: Gnieciuki) یک روستا در لهستان است که در گمینا زابوودوو واقع شده‌است.